# Mina synder nu Gud har förlåtit
Mina synder nu Gud har förlåtit är en psalm ursprungligen med finsk text av Toini Hyvärinen. On syntini anteeksi suuret.
Psalmen publicerades 1935 i Siionin Lähetyslehti och svensk översättning är gjord av Elis Sjövall. Melodin är en svensk folkmelodi, ungefär samma som melodin till Till Österland vill jag fara.

## Publicerad i
- Sions Sånger 1981 nr 108
- Sions Sånger och Psalmer nr 44